# Bigrenica
Bigrenica (izvirno srbsko Бигреница) je naselje v Srbiji, ki upravno spada pod Občino Ćuprija; slednja pa je del Pomoravskega upravnega okraja.

## Demografija
V naselju, katerega izvirno (srbsko-cirilično) ime je Бигреница, živi 801 polnoletni prebivalec, pri čemer je njihova povprečna starost 46,3 let (44,1 pri moških in 48,4 pri ženskah). Naselje ima 269 gospodinjstev, pri čemer je povprečno število članov na gospodinjstvo 3,64.
To naselje je v glavnem vlaško (glede na popis iz leta 2002).
|  |

| Demografija | Demografija     | Demografija     |
| Leto        | Št. prebivalcev | Št. prebivalcev |
| ----------- | --------------- | --------------- |
|             |                 |                 |
|             |                 |                 |
|             |                 |                 |
|             |                 |                 |
| 1948        | 2192            |                 |
| 1953        | 2218            |                 |
| 1961        | 2144            |                 |
| 1971        | 1988            |                 |
| 1981        | 1734            |                 |
| 1991        | 1510            | 1202            |
| 2002        | 1419            | 979             |
|             |                 |                 |

| Etnična sestava po popisu iz leta 2002 | Etnična sestava po popisu iz leta 2002 | Etnična sestava po popisu iz leta 2002 | Etnična sestava po popisu iz leta 2002 | Etnična sestava po popisu iz leta 2002 |
| -------------------------------------- | -------------------------------------- | -------------------------------------- | -------------------------------------- | -------------------------------------- |
| Vlahi                                  | Vlahi                                  |                                        | 677                                    | 69,15%                                 |
| Srbi                                   | Srbi                                   |                                        | 215                                    | 21,96%                                 |
| Romuni                                 | Romuni                                 |                                        | 11                                     | 1,12%                                  |
| Romi                                   | Romi                                   |                                        | 3                                      | 0,30%                                  |
| Makedonci                              | Makedonci                              |                                        | 2                                      | 0,20%                                  |
| Črnogorci                              | Črnogorci                              |                                        | 1                                      | 0,10%                                  |
| Neznano                                | Neznano                                |                                        | 59                                     | 6,02%                                  |